# 鬼滅之刃 柱訓練篇
《鬼滅之刃 柱訓練篇》是日本電視動畫《鬼滅之刃》的第四季，改編自漫畫家吾峠呼世晴創作的漫畫系列《鬼滅之刃》的第十五卷至第十六卷（第128話至第139話）的故事，由外崎春雄執導，ufotable製作。故事承接電視動畫第三季《刀匠村篇》，下啟動畫電影《無限城篇》。
2023年12月10日，釋出第四季《柱訓練篇》的預告的同時，宣佈2024年2月2日將以《刀匠村篇》第十一集和《柱訓練篇》第一集為《鬼滅之刃 絆之奇蹟，邁向柱訓練》特別上映版播出。
2024年3月9日，官方宣布《柱訓練篇》將於2024年5月12日正式播出，並且釋出正式預告片。

## 劇情
自從炭治郎兄妹與鬼殺隊成功打敗兩名上弦，促使刀匠村的危機順利解除。但是因為刀匠村於戰後被上弦給發現的原因，促使刀匠村的村民不得不遷移別處。更重要的事，由於禰豆子克服鬼對陽光的致命弱點，促使她成為鬼舞辻無慘的鎖定目標。所以鬼殺隊不得不提高戒備來保護禰豆子的安全。
某天，鬼殺隊的兩名柱風柱·不死川實彌與蛇柱·伊黑小芭內帶領兩名隊員前往在山上的廢城執行解救被一隻鬼給擄走的婦女的任務，在追捕與殲滅鬼的過程中，伊黑與實彌發現無慘的本營地無限城，而無限城內到處都有鬼都在城內。無限城消失後，伊黑與實彌認為這件事並不單純，所以他們回去鬼殺隊的本營和剛執行刀匠村的捍衛任務的戀柱·甘露寺蜜璃與霞柱·時透無一郎以及待在產屋敷宅邸的水柱·富岡義勇、蟲柱·胡蝶忍和岩柱·悲鳴嶼行冥再次召開柱合會議。代替因病倒下的耀哉的耀哉之妻天音向眾人解釋斑紋和鬼殺隊之間的關聯係並要求蜜璃與無一郎解釋開啟斑紋的訣竅，還進一步告誡一旦開啟斑紋將會面臨怎樣的結果。為了提升鬼殺隊打到無慘的實力，柱們決定為各個鬼殺隊的成員展開柱之訓練來提升戰力。另一邊，耀哉的鎹鴉藉以調查禰豆子的血製造出將變成鬼的人類恢復原狀的解藥、打敗無慘為由邀請身為鬼的珠世與愈史郎前往鬼殺隊的根據地。
後來，除了不願參與訓練的義勇之外，其他的柱擬定假設無慘要搶奪禰豆子的前因後果與訓練鬼殺隊成員的計畫。另一邊，從刀匠村一戰中回到蝴蝶屋療傷的炭治郎在收下由鋼鐵塚螢打造的刀不久，他收到耀哉去說服義勇去參加柱之訓練的請求信。炭治郎初次拜訪義勇被拒絕卻依舊百折不撓地和他搭話，後來義勇向炭治郎解釋自己不參加柱訓練的理由以及和他認識的亡友錆兔的過程。炭治郎對義勇的過去相當感傷並說服他考量到錆兔曾經說服他要珍惜生命的事之下，促使義勇決定參與柱之訓練。而忍決定不去參加訓練跟香奈乎商量如何打倒殺害她的姐姐香奈惠的鬼。另一方面，待在無限城的無慘為了找尋禰豆子與產屋敷一族的下落，並在他剛晉升為上弦之肆的近侍鳴女的能力下找到六成的鬼殺隊隊員的住處，至於小芭內與實彌在調查無限城的線索未果下決定私下提議進行對打的訓練來提升他們的實力(後來無一郎也開始加入訓練)。
後來傷勢康復的炭治郎為了考量到禰豆子的安全將她交給鱗瀧來保護，之後他參與從鬼殺隊退役的音柱·宇髄天元的基礎訓練，並在做完基礎訓練後來到跟無一郎以木刀的對打訓練，他接著參與蜜璃的柔軟筋骨的訓練。但是炭治郎在小芭內以木刀的對打訓練方式修正挥刀的訓練相當艱辛(畢竟小芭內相當很不滿對炭治郎跟蜜璃說話)。當炭治郎在跟不情願的善逸和其他隊員面對實彌的冷酷無情的訓練中毫無進展時，他發現玄彌試圖想要從實彌獲得認可還透漏吃鬼的實情時。實彌便對玄彌對粗卻被炭治郎給制止因而跟他大打出手，結果導致炭治郎禁止參與實彌的訓練還無法讓實彌與玄彌能以和解。所以炭治郎跟善逸只好參與悲鳴嶼的訓練，只是因為悲鳴嶼的訓練無論是承受瀑布的壓力下念經文、扛原木、推巨大岩石的訓練太過於艱辛促使不少人紛紛退出訓練，後來炭治郎在玄彌的建議下成功推巨大的岩石(伊之助差點要通過)，此時悲鳴嶼認同炭治郎並跟他講述自己在過去身為寺廟的和尚卻因為要挺身保護自己所收養的小孩免受於鬼的襲擊卻被誤會成罪犯開始變得不信任他人的過去。而善逸在沒有通過推岩石的訓練中接獲鎹雀啾太郎所傳遞的消息下，他拒絕炭治郎的關心並且表示自己有一件由他得非做不可的事要處理。
炭治郎到義勇的訓練場時，他發現義勇與實彌以木刀對打的訓練，當炭治郎試圖講和時，實彌擊昏他就轉身離開。後來氣沖沖的實彌發現鳴女的眼睛時就預料到鬼殺隊總部即將遭到入侵的預兆，當晚正如實彌的預感，無慘進入產屋敷宅邸與耀哉夫婦對峙。耀哉向無慘表示自己已經知曉他是要來殺掉自己並且找出禰豆子，還透漏他們一族因為無慘有著血緣關係的孽緣而深受詛咒之苦。耀哉表示即使鬼殺隊的所有隊員在自己即使離開人世，他們也會仍然會背負著他和所有在過去奮戰而亡的劍士們的意志力來打倒無慘。於是耀哉在無慘要下手時便已用炸藥將自己與妻子與兩名長女雛衣與日香跟隨著宅邸一同自爆，引起炭治郎和柱們的注意便迅速趕去。珠世用血鬼術封鎖住受到受到嚴重損傷的無慘並且將讓鬼變回人類的藥物塞進他的身上，試圖在炭治郎和柱們趕到宅邸時跟無慘同歸於盡。炭治郎與所有柱集合時都抱持著悲怒交加的決心與殺意衝向無慘，但是無慘刻意用鳴女的能力把炭治郎和柱們以及所有鬼殺隊的隊員全都帶入無限城城內便打算一口氣殲滅他們，炭治郎在跟柱們帶入無限城被迫分散時向無慘表示他們絕對會將他徹底打倒，因此即將展開鬼殺隊與鬼在無限城的最終決戰。

## 登場角色
| 角色                          | 配音員 | 配音員                      | 配音員   | 備註     |
| 角色                          | 日本 | 臺灣                        | 香港     | 備註     |
| 主要角色                      | 主要角色 | 主要角色                    | 主要角色 | 主要角色 |
| ----------------------------- | --- | --------------------------- | -------- | -------- |
| 竈門炭治郎                    | 花江夏樹 | 錢欣郁                      | 陳啟熾   |          |
| 竈門禰豆子                    | 鬼頭明里 | 連婉鈞                      | 何凱怡   |          |
| 富岡義勇 （水柱）             | 櫻井孝宏 | 陳彥鈞                      | 郭俊廷   |          |
| 胡蝶忍 （蟲柱）               | 早見沙織 | 馮嘉德                      | 植婉雯   |          |
| 時透無一郎 （霞柱）           | 河西健吾 | 馮嘉德                      | 陳漢祺   |          |
| 甘露寺蜜璃 （戀柱）           | 花澤香菜 | 錢欣郁                      | 顧詠雪   |          |
| 伊黑小芭內 （蛇柱）           | 鈴村健一 | 江志倫                      | 黃龍傑   |          |
| 不死川實彌 （風柱）           | 關智一 | 陳彥鈞                      |          |          |
| 悲鳴嶼行冥 （岩柱）           | 杉田智和 | 黃天佑                      | 何家裕   |          |
| 鬼殺隊「柱」                  | |                             |          |          |
| 宇髄天元 （前音柱）           | 小西克幸 | 于正昇                      | 蔡威賢   | [ 註 1 ] |
| 煉獄杏壽郎 （炎柱）           | 日野聰 | 蔣鐵城                      | 梁皓翔   | [ 註 2 ] |
| 產屋敷家                      | |                             |          |          |
| 產屋敷耀哉                    | 森川智之 | 蔣鐵城                      | 何偉誠   |          |
| 產屋敷天音                    | 佐藤利奈 | 馮嘉德                      | 羅婉楓   |          |
| 產屋敷輝利哉                  | 悠木碧 | 錢欣郁                      | 楊樂瑤   |          |
| 產屋敷雛衣                    | 花守由美里 | 原音呈現                    |          | [ 註 3 ] |
| 產屋敷日香                    | 小澤亞李 | 原音呈現                    |          | [ 註 3 ] |
| 鬼殺隊士                      | |                             |          |          |
| 我妻善逸                      | 下野紘 | 江志倫                      | 杜景煜   |          |
| 嘴平伊之助                    | 松岡禎丞 | 陳彥鈞                      | 周倚天   |          |
| 栗花落香奈乎                  | 上田麗奈 | 連婉鈞                      | 楊婉潼   |          |
| 不死川玄彌                    | 岡本信彥 | 蔣鐵城                      | 陳成港   |          |
| 村田                          | 宮田幸季 | 蔣鐵城                      | 張添勝   |          |
| 竹內                          | 千葉翔也 | 蔣鐵城                      | 蔡威賢   |          |
| 島本                          | 石毛翔彌 | 江志倫                      |          | [ 註 4 ] |
| 野口                          | 阿座上洋平 | 蔣鐵城                      |          | [ 註 4 ] |
| 後藤                          | 古川慎 | 于正昇                      | 郭湛深   |          |
| 刀匠村                        | |                             |          |          |
| 鋼鐵塚螢                      | 浪川大輔 | 黃天佑                      | 李家傑   |          |
| 鐵穴森鋼藏                    | 竹本英史 | 江志倫                      | 竺諺鴻   |          |
| 蝴蝶屋                        | |                             |          |          |
| 神崎葵                        | 江原裕理 | 錢欣郁                      | 石梓晴   |          |
| 寺內清                        | 山下七海 | 馮嘉德                      | 陳姻岐   |          |
| 中原澄                        | 真野步 | 連婉鈞                      | 莫曉晴   |          |
| 高田菜穗                      | 桑原由氣 | 錢欣郁                      | 吳茵     |          |
| 鬼殺隊相關者                  | |                             |          |          |
| 錆兔                          | 梶裕貴 | 宋昱璁                      | 嚴鎮華   |          |
| 竈門家                        | |                             |          |          |
| 竈門茂                        | 本渡楓 | 連婉鈞                      |          |          |
| 宇髄家                        | |                             |          |          |
| 雛鶴                          | 種崎敦美 | 龍顯蕙                      | 吳茵     |          |
| 牧緒                          | 石上靜香 | 連婉鈞                      | 楊樂瑤   |          |
| 須磨                          | 東山奈央 | 楊凱凱                      | 莫曉晴   |          |
| 鎹鴉                          | |                             |          |          |
| 天王寺松衛門 （炭治郎的鎹鴉） | 山崎巧 | 江志倫                      | 張振熙   | [ 註 5 ] |
| 啾太郎／五加木 （善逸的鎹雀） | 石見舞菜香 | 錢欣郁                      | 楊穎詩   | [ 註 5 ] |
| 榛 （玄彌的鎹鴉）             | 中尾隆聖 | 陳彥鈞                      | 張添勝   | [ 註 5 ] |
| 銀子 （時透的鎹鴉）           | 釘宮理恵 | 馮嘉德                      | 吳茵     | [ 註 5 ] |
| 麗 （蜜璃的鎹鴉）             | 堀江由衣 | 連婉鈞                      | 姜嘉蕾   | [ 註 5 ] |
| 爽藾 （實彌的鎹鴉）           | 堀內賢雄 | 黃天佑                      | 張振熙   | [ 註 5 ] |
| 產屋敷的鎹鴉                  | 速水獎 | 于正昇                      | 馮瀚輝   | [ 註 5 ] |
| 反鬼派                        | |                             |          |          |
| 珠世                          | 坂本真綾 | 馮嘉德                      | 陳雪瑩   |          |
| 愈史郎                        | 山下大輝 | 江志倫                      | 張振熙   |          |
| 鬼                            | |                             |          |          |
| 鬼舞辻無慘 （鬼王）           | 關俊彥 | 于正昇                      | 陳健豪   |          |
| 鳴女 （上弦之肆）             | 井上麻里奈 | 馮嘉德                      | 鄭家蕙   |          |
| 廢城之鬼                      | 喜屋武和輝 | 蔣鐵城                      | 馮瀚輝   |          |
| 其他角色                      | |                             |          |          |
| 鬼殺隊士 （廢城任務）         | 不適用 | 黃天佑 于正昇               | 張振熙   |          |
| 被鬼擄走的婦女                | 清水彩香 | 連婉鈞                      | 羅婉楓   |          |
| 車夫                          | 高橋伸也 | 于正昇                      | 何偉誠   |          |
| 鬼殺隊士                      | 中村太亮 外崎友亮 堀金蒼平 下鶴直幸 今井文也 木田祐 內田修一 沖野晃司                                                                                | 于正昇 黃天佑 江志倫 蔣鐵城 |          |          |
| 最終選拔考生                  | 堀金蒼平 | 蔣鐵城                      |          |          |
| 最終選拔的鬼                  | 秋保佐永子 | 連婉鈞                      |          |          |
| 鬼殺隊士 （參加音柱訓練）     | 大塚剛央 西山宏太朗 寺島拓篤 間島淳司 大野智敬 村田太志 高塚智人 外崎友亮 中村太亮 木田祐 下鶴直幸 林祐人 今井文也 菊川佳就 勇紀匠 金子隼人 堀金蒼平 | 黃天佑 江志倫 蔣鐵城 陳彥鈞 |          |          |
| 鬼殺隊士 （參加霞柱訓練）     | 佐藤元 米内佑希 子安光樹 野津山幸宏 古屋亞南 外崎友亮 堀金蒼平                                                                                       | 黃天佑 江志倫 蔣鐵城 陳彥鈞 |          |          |
| 鬼殺隊士 （參加戀柱訓練）     | 石毛翔彌 利根健太朗 | 黃天佑 陳彥鈞               |          |          |
| 鬼殺隊士 （參加蛇柱訓練）     | 梶原岳人 伊東健人 澤城千春 市川太一 岩崎諒太 | 于正昇 黃天佑 江志倫 蔣鐵城 |          |          |
| 鬼殺隊士 （參加風柱訓練）     | 下鶴直幸 野上翔 今井文也 小林大紀 堀金蒼平 | 于正昇 黃天佑 江志倫 蔣鐵城 |          |          |
| 鬼殺隊士 （參加岩柱訓練）     | 石毛翔彌 利根健太朗 梶原岳人 阿座上洋平 | 于正昇 黃天佑 江志倫 蔣鐵城 |          |          |
| 鬼殺隊士 （放棄岩柱訓練）     | 森鳴秀太 田中真尋 梶川翔平 | 于正昇 陳彥鈞 蔣鐵城        |          |          |
| 鬼殺隊士 （與村田隨行）       | 堀金蒼平 加藤健 山內璃久亞 | 江志倫 于正昇 陳彥鈞        |          |          |
| 其他角色（寺廟的孩子們）      | |                             |          |          |
| 沙代                          | 首藤志奈 | 連婉鈞                      | 吳茵     | [ 2 ]    |
| 獪岳                          | 細谷佳正 | 黃天佑                      | 袁德基   |          |
| 良太郎                        | 榊原優希 | 于正昇                      |          |          |
| 麻美                          | 山根綺 | 錢欣郁                      | 何凱怡   |          |
| 和典                          | 藤原夏海 | 江志倫                      | 顧詠雪   |          |
| 其他寺廟的孩子們              | 高柳知葉 田丸篤志 天海由梨奈 稻坦好 | 錢欣郁 連婉鈞 江志倫 蔣鐵城 |          |          |

## 製作團隊
| 原著                       | 吾峠呼世晴                           |
| 監督                       | 外崎春雄                             |
| 人物設定 總作畫監督        | 松島晃                               |
| 次角色設計                 | 佐藤美幸、梶山庸子、菊池美花         |
| 道具設計                   | 小山將治                             |
| 美術監督                   | 矢中勝、樺澤侑里                     |
| 美術監修                   | 衛藤功二                             |
| 攝影監督                   | 寺尾優一                             |
| 3D監督                     | 西脇一樹                             |
| 色彩設計                   | 大前祐子                             |
| 編集                       | 神野學                               |
| 音樂                       | 梶浦由記、椎名豪                     |
| 音樂製作                   | Aniplex                              |
| 監製                       | 三宅将典、高橋祐馬、藤尾明史、近藤光 |
| 製片人                     | 近藤光                               |
| 劇本統籌 腳本製作 動畫製作 | ufotable                             |
| 製作                       | Aniplex、集英社、ufotable            |

本季同樣沿用於《竈門炭治郎 立志篇》、《遊郭篇》和《刀匠村篇》的製作團隊，導演是由ufotable所屬的演出家外崎春雄，角色設計和總作畫監督也是ufotable的動畫師松島晃，二人負責該系列動畫的擔任製作。

## 音樂
2024年2月2日，於劇場先行版《絆之奇蹟，邁向柱訓練》上映時，揭露片頭曲由MY FIRST STORY × HYDE合作主唱，片頭曲《夢幻》（第1話為片尾曲）由MY FIRST STORY、CHIMERAZ和公司Sony Music Labels負責作詞、作曲、編曲，竹內徹、飯塚知佐子則是負責主題曲協力。
2024年5月19日，揭露片尾曲《永久》同樣由HYDE × MY FIRST STORY合作主唱，梶浦由記負責作詞、作曲、編曲。

## 播放與發行
2023年6月18日，在播放《鬼滅之刃》動畫第三季《刀匠村篇》最終話時宣佈製作動畫「柱訓練篇」。
2023年12月10日，宣佈開播時間定於2024年春天，第一集時長一小時。同時，2024年2月2日將以《刀匠村篇》第十一集和《柱訓練篇》第一集為《鬼滅之刃 絆之奇蹟，邁向柱訓練》特別上映版播出。
在6月18日中於第六集播畢後，宣佈於6月23日和30日的最後兩話將連續擴大時長，第七集的時長為40分鐘，第八集的時長為一小時。

### 各集列表
| 集數     | 集數       | 日文標題 | 中文標題                     | 分鏡                | 演出                        | 作畫監督 | 美術監督        | 日本首播日期   | 改編原著 |
| 當季集數 | 全集數     | 日文標題 | 中文標題                     | 分鏡                | 演出                        | 作畫監督 | 美術監督        | 日本首播日期   | 改編原著 |
| -------- | ---------- | -------- | ---------------------------- | ------------------- | --------------------------- | --- | --------------- | -------------- | -------- |
| 第一話   | 第五十六話 |          | 為了打倒鬼舞辻󠄀無慘           | 下村晉矢 原隆史     | 下村晉矢 原隆史             | 茂木貴之、仲敷公實子 足立原美保子、小林友衣 藤本典子、首藤志保里 竹內由香里、秋山幸兒 坂東美佳、佐藤美幸 菊池美花、松島晃 | 矢中勝 樺澤侑里 | 2024年 5月12日 | 第15卷   |
| 第二話   | 第五十七話 |          | 水柱・富岡義勇的傷痛         | 清水勇司            | 清水勇司                    | 佐藤哲人、緒方美枝子 西尾聡美、石橋有希子 小林友衣、首藤志保里 竹內由香里、松島晃                                         | 矢中勝 樺澤侑里 | 5月19日        | 第15卷   |
| 第三話   | 第五十八話 |          | 炭治郎痊癒！！積極參加柱訓練 | 三浦陽              | 豆塚隆                      | 坂東美佳、三輪和宏 | 矢中勝 樺澤侑里 | 5月26日        | 第15卷   |
| 第四話   | 第五十九話 |          | 露出笑容                     | 外崎春雄            | 原田征爾                    | 關根千奈未、茂木貴之 足立原美保子、藤本典子 太田都、山崎菜奈 松島晃                                                       | 矢中勝 樺澤侑里 | 6月2日         | 第15卷   |
| 第五話   | 第六十話   |          | 不惜吃了鬼…                  | 細川ヒデキ 外崎春雄 | 細川ヒデキ                  | 山崎菜奈、荒井怜子 松嶋かおり、西尾聰美 加藤有理、西條有希子 秋山幸兒、竹內由香里                                         | 矢中勝 樺澤侑里 | 6月9日         | 第15卷   |
| 第六話   | 第六十一話 |          | 鬼殺隊最強                   | 中澤健              | 中澤健                      | 加藤有理、山崎菜奈 松嶋かおり、荒井怜子 伊藤裕次、松島晃                                                                  | 矢中勝 樺澤侑里 | 6月16日        | 第16卷   |
| 第七話   | 第六十二話 |          | 岩柱・悲鳴嶼行冥             | 原隆史              | 宇田明彥                    | 關根千奈未、緒方美枝子 伊藤裕次、首藤志保里 伊藤典子、竹內由香里                                                          | 矢中勝 樺澤侑里 | 6月23日        | 第16卷   |
| 第八話   | 第六十三話 |          | 柱・集合                     | 原隆史 三浦陽       | 清水勇司、原田征爾 外崎春雄 | 仲敷公實子、三輪和宏 小林友衣、緒方美枝子 首藤志保里、足立原美保子 秋山幸兒、坂東美佳 佐藤美幸、梶山庸子 松島晃           | 矢中勝 樺澤侑里 | 6月30日        | 第16卷   |

### 影音商品
| 卷數 | 發售日期      | 收錄話數     | 規格編號          | 規格編號          |
| 卷數 | 發售日期      | 收錄話數     | BD限定版          | DVD限定版         |
| 日本 | 日本          | 日本         | 日本              | 日本              |
| ---- | ------------- | ------------ | ----------------- | ----------------- |
| 1    | 2024年7月3日  | 第1話        | ANZX-17701〜17702 | ANZB-17701〜17702 |
| 2    | 2024年8月4日  | 第2話－第3話 | ANZX-17703〜17704 | ANZB-17703〜17704 |
| 3    | 2024年9月4日  | 第4話－第6話 | ANZX-17705〜17706 | ANZB-17705〜17706 |
| 4    | 2024年10月2日 | 第7話－第8話 | ANZX-17707〜17708 | ANZB-17707〜17708 |

## 特別上映版
《鬼滅之刃 絆之奇蹟，邁向柱訓練》（日语：「鬼滅の刃」絆の奇跡、そして柱稽古へ）是日本電視動畫《鬼滅之刃》的特別上映版，內容將為刀匠村第十一集和柱訓練篇第一集的故事。日本於2024年2月2日上映，香港及澳門於2024年2月22日上映日文版，台灣於2024年2月23日同步上映中、日文版。
| 角色                          | 配音員                                                                | 配音員                             | 備註     |          |          |
| 角色                          | 日本                                                                  | 臺灣                               | 備註     |          |          |
| 主要角色                      | 主要角色                                                              | 主要角色                           | 主要角色 | 主要角色 | 主要角色 |
| ----------------------------- | --------------------------------------------------------------------- | ---------------------------------- | -------- | -------- | -------- |
| 竈門炭治郎                    | 花江夏樹                                                              | 錢欣郁                             |          |          |          |
| 竈門禰豆子                    | 鬼頭明里                                                              | 連婉鈞                             |          |          |          |
| 我妻善逸                      | 下野紘                                                                | 江志倫                             |          |          |          |
| 嘴平伊之助                    | 松岡禎丞                                                              | 陳彥鈞                             |          |          |          |
| 不死川玄彌                    | 岡本信彥                                                              | 蔣鐵城                             |          |          |          |
| 富岡義勇 （水柱）             | 櫻井孝宏                                                              | 陳彥鈞                             |          |          |          |
| 胡蝶忍 （蟲柱）               | 早見沙織                                                              | 馮嘉德                             |          |          |          |
| 宇髄天元 （前音柱）           | 小西克幸                                                              | 于正昇                             | [ 註 1 ] |          |          |
| 時透無一郎 （霞柱）           | 河西健吾                                                              | 馮嘉德                             |          |          |          |
| 甘露寺蜜璃 （戀柱）           | 花澤香菜                                                              | 錢欣郁                             |          |          |          |
| 伊黑小芭內 （蛇柱）           | 鈴村健一                                                              | 江志倫                             |          |          |          |
| 不死川實彌 （風柱）           | 關智一                                                                | 陳彥鈞                             |          |          |          |
| 悲鳴嶼行冥 （岩柱）           | 杉田智和                                                              | 黃天佑                             |          |          |          |
| 產屋敷家                      |                                                                       |                                    |          |          |          |
| 產屋敷耀哉                    | 森川智之                                                              | 蔣鐵城                             |          |          |          |
| 產屋敷天音                    | 佐藤利奈                                                              | 馮嘉德                             |          |          |          |
| 產屋敷輝利哉                  | 悠木碧                                                                | 錢欣郁                             |          |          |          |
| 刀匠村                        |                                                                       |                                    |          |          |          |
| 鋼鐵塚螢                      | 浪川大輔                                                              | 黃天佑                             |          |          |          |
| 鐵穴森鋼藏                    | 竹本英史                                                              | 江志倫                             |          |          |          |
| 小鐵                          | 村瀨步                                                                | 連婉鈞                             |          |          |          |
| 鐵地河原鐵珍                  | 屋良有作                                                              | 蔣鐵城                             |          |          |          |
| 蝴蝶屋                        |                                                                       |                                    |          |          |          |
| 神崎葵                        | 江原裕理                                                              | 錢欣郁                             |          |          |          |
| 寺內清                        | 山下七海                                                              | 馮嘉德                             |          |          |          |
| 中原澄                        | 真野步                                                                | 連婉鈞                             |          |          |          |
| 高田菜穗                      | 桑原由氣                                                              | 錢欣郁                             |          |          |          |
| 鬼殺隊士                      |                                                                       |                                    |          |          |          |
| 栗花落香奈乎                  | 上田麗奈                                                              | 連婉鈞                             |          |          |          |
| 村田                          | 宮田幸季                                                              | 蔣鐵城                             |          |          |          |
| 竹內                          | 千葉翔也                                                              |                                    |          |          |          |
| 後藤                          | 古川慎                                                                | 于正昇                             |          |          |          |
| 宇髄家                        |                                                                       |                                    |          |          |          |
| 雛鶴                          | 種崎敦美                                                              | 龍顯蕙                             |          |          |          |
| 牧緒                          | 石上靜香                                                              | 連婉鈞                             |          |          |          |
| 須磨                          | 東山奈央                                                              | 楊凱凱                             |          |          |          |
| 鎹鴉                          |                                                                       |                                    |          |          |          |
| 天王寺松衛門 （炭治郎的鎹鴉） | 山崎巧                                                                | 江志倫                             | [ 註 5 ] |          |          |
| 銀子 （時透的鎹鴉）           | 釘宮理恵                                                              | 馮嘉德                             | [ 註 5 ] |          |          |
| 產屋敷的鎹鴉                  | 速水獎                                                                | 于正昇                             | [ 註 5 ] |          |          |
| 反鬼派                        |                                                                       |                                    |          |          |          |
| 珠世                          | 坂本真綾                                                              | 馮嘉德                             |          |          |          |
| 愈史郎                        | 山下大輝                                                              | 江志倫                             |          |          |          |
| 鬼                            |                                                                       |                                    |          |          |          |
| 鬼舞辻無慘 （鬼王）           | 關俊彥                                                                | 于正昇                             |          |          |          |
| 半天狗 （上弦之肆）           | 古川登志夫                                                            | 孫中台                             | [ 註 7 ] |          |          |
| 半天狗 （上弦之肆）           | 山寺宏一                                                              | 黃天佑                             | [ 註 8 ] |          |          |
| 玉壺 （上弦之伍）             | 鳥海浩輔                                                              | 孫誠                               |          |          |          |
| 《刀匠村篇》其他角色          |                                                                       |                                    |          |          |          |
| 女性隱                        | 佐伯伊織                                                              | 連婉鈞                             |          |          |          |
| 刀匠 （被半天狗給追殺）       | 羽多野涉 落合福嗣 安田陸矢                                            | 江志倫 黃天佑 蔣鐵城               |          |          |          |
| 刀匠村居民群                  | 中村太亮 左座翔丸 藤原聖侑 堂島颯人 外崎友亮                          | 孫中台 蔣鐵城 黃天佑 江志倫 于正昇 |          |          |          |
| 俊國／無慘的養母              | 小松奈生子                                                            | 錢欣郁                             |          |          |          |
| 女傭                          | 中惠光城                                                              | 連婉鈞                             |          |          |          |
| 裁決半天狗的奉行              | 江川大輔                                                              | 黃天佑                             |          |          |          |
| 半天狗殺害的盲人              | 武虎                                                                  | 蔣鐵城                             |          |          |          |
| 平安時代的醫生                | 高橋伸也                                                              | 孫中台                             |          |          |          |
| 平安時代的武士                | 不明                                                                  | 江志倫                             |          |          |          |
| 《柱訓練篇》其他角色          |                                                                       |                                    |          |          |          |
| 廢城之鬼                      | 喜屋武和輝                                                            | 蔣鐵城                             |          |          |          |
| 車夫                          | 高橋伸也                                                              | 于正昇                             |          |          |          |
| 被鬼擄走的婦女                | 清水彩香                                                              | 連婉鈞                             |          |          |          |
| 鬼殺隊士                      | 中村太亮 外崎友亮 堀金蒼平 下鶴直幸 今井文也 木田祐 內田修一 沖野晃司 | 黃天佑 于正昇 蔣鐵城 陳彥鈞 江志倫 |          |          |          |

### 票房
| 上一届： 《机动战士GUNDAM SEED FREEDOM》 | 2024年日本週末票房冠軍 第5週 | 下一届： 《机动战士GUNDAM SEED FREEDOM》 |

## 腳註

### 來源
1. ↑  . Natalie. 2024-03-10  [2024-04-07]. （原始内容存档于2024-05-02） （日语）.
2. ↑  首藤志奈 [@shutoyuki_1219].  (推文). 2024-06-23 –Twitter （日语）.
3. ↑  . ORICON NEWS. 2023-06-18  [2023-06-18]. （原始内容存档于2023-08-03） （日语）.
4. ↑  . Comic Natalie. 2023-12-10  [2023-12-12]. （原始内容存档于2024-01-21） （日语）.
5. ↑  . 電視動畫《鬼滅之刃》官網. 《Aniplex》 &《Ufotable》.   [2024-06-18]. （原始内容存档于2024-06-18）.
6. ↑  . 電視動畫《鬼滅之刃》官網. 《Aniplex》 &《Ufotable》.   [2023-XX-XX]. （原始内容存档于2024-05-04）.
7. ↑  《柱訓練篇》集數。
8. ↑  接續《竈門炭治郎立志篇》至《刀匠村篇》集數。
9. ↑  . 電視動畫「鬼滅之刃 柱訓練篇」官方網站.   [2024-05-14].
10. ↑  與電視動畫的《刀匠村篇》旋律有所變動。
11. ↑  . Box Office Mojo. 2024-05-11  [2024-05-11]. （原始内容存档于2024-02-23） （英语）.
12. ↑  . Comic Natalie. 2023-12-11  [2023-12-12]. （原始内容存档于2024-02-04） （日语）.

## 外部連結
- 《鬼滅之刃 柱訓練篇》電視動畫官方網站 （日語）
- 《鬼滅之刃 絆之奇蹟，邁向柱訓練》官方網站 （日語）